# あ
あ와 ア는 일본어 음절의 하나로, 가나의 첫 글자이다. 1음절 1모라를 형성한다. 오십음도에 따르면 あ행 ア단에 위치한다.
- 현대 표준어의 발음 : 일본어 모음 체계의 근간이 되는 5개 중의 하나이다. 입을 크게 벌려 발음하는 모음이다.

- 국제 음성 기호(IPA)에서는 평순 전설 저모음 [a]와 평순 후설 저모음 [ɑ]의 중간 소리로(좀 더 정확히 설명하면, [ɑ]에 조금 더 가깝다), 음성학에서 상세히 기록할 때는 [a̟] 또는 [ɑ̠]로 나타낸다. 간략하게는 [a]로 나타내는 게 일반적이며, 음운론적으로도 [a]로 나타내는 게 일반적이다.

- 오십음 순 : 제1위.
- 이로하 순 : 제36위. (이전은 て, 다음은 さ.)
- 아메츠치 순: 제1위. ('め’의 앞.)
- 히라가나 'あ'의 자형 : '安'의 초서.
- 가타카나 'ア'의 자형 : '阿'의 변 阝의 변형.
- 로마자 표기법 : a
- 대한민국의 외래어 표기법 : '아'
- 한/글의 한글 입력 : 아(あ), ㅏ(ぁ)
- 일본어 점자 :
- 일본어 통화표 : '朝日のア'(아사히노 아, 아침해의 아)
- 일본어 모스 부호 : --·--

## 획순
あ는 3획, ア는 2획에 쓴다.
| Stroke order in writing あ | Stroke order in writing ア |

## あ에 관한 여러 사항
- 원칙적으로 う단 문자 뒤에 작은 글씨로 쓴 'ぁ'는 요음으로서 직전의 문자와 합하여 1모라를 구성한다. 일반적으로는 앞의 문자의 /u/ ([ɯ])는 반모음화하여 /w/([ɰ])로 변하고 후속하는 /a/를 더한 발음으로 나타낸다.이런 표기는 대개 외래어에서 나타난다. (예: 과천시 (한국), 광저우 (중국) 등)
  - 예: クァ(kwa) /kwa/, ファ(fa) /hwa/
  - 이 경우에는 ぁ를 ゎ로 바꾸어 쓸 수 있으나, 자주 사용되지는 않는다.
- 단, 위 조건에 속하는 つぁ, ずぁ의 경우는 [ʦa], [za]와 같이 발음하여 /w/([ɰ])에 해당하는 반모음을 삽입하지 않는 경우가 대부분이다. 그래서인지 ぁ 대신에 ゎ로 대체하여 표기하는 경우는 거의 없다. わ는 /w/ 음을 내포하고 있기 때문이다.
- 그 밖에 민간에서 ぁ를 표기하는 경우, 이 ぁ는 독자적으로 1모라를 구성하는 경우가 있다.
  - あ단의 가나 문자 뒤에 ぁ가 오는 경우 ぁ는 장음으로 발음된다. 여기서 ぁ는 1모라를 구성하기는 하지만 독자적인 음절을 구성하지는 못하고, 앞 문자와 함께 한 음절을 이룬다.
  - 그 밖에 가나 문자 뒤에 ぁ가 오는 경우 독자적인 모라와 음절을 구성하는 경우가 종종 있다.
- 가타카나 ア에 탁점(゛)을 붙인 ア゙(대체 표기: アﾞ 또는 ア゛)는 일반적인 문자는 아니다. 이 글자는 스타워즈 에피소드4: 새로운 희망에 나오는 캐릭터인 URoRRoR'R'R를 일본어 번역에서 표기하는 데에 사용된 바 있다. 이 발음은 미국 영어의 [ɝ] 발음을 표기하는 데에 활용되었다고 볼 수 있다. 일반적인 일본어 발음에서는 탁점을 무시하고 원래의 ア로 발음하면 된다.

## 컴퓨터 부문
| 미리 보기            | あ                | あ                | ア                | ア                | ｱ                           | ｱ                           | ㋐                 | ㋐                 |
| -------------------- | ----------------- | ----------------- | ----------------- | ----------------- | --------------------------- | --------------------------- | ------------------ | ------------------ |
| 유니코드 이름        | HIRAGANA LETTER A | HIRAGANA LETTER A | KATAKANA LETTER A | KATAKANA LETTER A | HALFWIDTH KATAKANA LETTER A | HALFWIDTH KATAKANA LETTER A | CIRCLED KATAKANA A | CIRCLED KATAKANA A |
| 인코딩               | 10진              | 16진              | 10진              | 16진              | 10진                        | 16진                        | 10진               | 16진               |
| 유니코드             | 12354             | U+3042            | 12450             | U+30A2            | 65393                       | U+FF71                      | 13008              | U+32D0             |
| UTF-8                | 227 129 130       | E3 81 82          | 227 130 162       | E3 82 A2          | 239 189 177                 | EF BD B1                    | 227 139 144        | E3 8B 90           |
| 수치 문자 참조       | &#12354;          | &#x3042;          | &#12450;          | &#x30A2;          | &#65393;                    | &#xFF71;                    | &#13008;           | &#x32D0;           |
| Shift JIS            | 130 160           | 82 A0             | 131 65            | 83 41             | 177                         | B1                          |                    |                    |
| EUC-JP               | 164 162           | A4 A2             | 165 162           | A5 A2             | 142 177                     | 8E B1                       |                    |                    |
| GB 18030             | 164 162           | A4 A2             | 165 162           | A5 A2             | 132 0                       | 84 31 97 33                 | 129 0              | 81 39 D1 36        |
| EUC-KR / UHC         | 170 162           | AA A2             | 171 162           | AB A2             |                             |                             |                    |                    |
| Big5 (non-ETEN kana) | 198 166           | C6 A6             | 198 249           | C6 F9             |                             |                             |                    |                    |
| Big5 (ETEN / HKSCS)  | 198 232           | C6 E8             | 199 124           | C7 7C             |                             |                             |                    |                    |

| 미리 보기            | ぁ                      | ぁ                      | ァ                      | ァ                      | ｧ                                 | ｧ                                 |
| -------------------- | ----------------------- | ----------------------- | ----------------------- | ----------------------- | --------------------------------- | --------------------------------- |
| 유니코드 이름        | HIRAGANA LETTER SMALL A | HIRAGANA LETTER SMALL A | KATAKANA LETTER SMALL A | KATAKANA LETTER SMALL A | HALFWIDTH KATAKANA LETTER SMALL A | HALFWIDTH KATAKANA LETTER SMALL A |
| 인코딩               | 10진                    | 16진                    | 10진                    | 16진                    | 10진                              | 16진                              |
| 유니코드             | 12353                   | U+3041                  | 12449                   | U+30A1                  | 65383                             | U+FF67                            |
| UTF-8                | 227 129 129             | E3 81 81                | 227 130 161             | E3 82 A1                | 239 189 167                       | EF BD A7                          |
| 수치 문자 참조       | &#12353;                | &#x3041;                | &#12449;                | &#x30A1;                | &#65383;                          | &#xFF67;                          |
| Shift JIS            | 130 159                 | 82 9F                   | 131 64                  | 83 40                   | 167                               | A7                                |
| EUC-JP               | 164 161                 | A4 A1                   | 165 161                 | A5 A1                   | 142 167                           | 8E A7                             |
| GB 18030             | 164 161                 | A4 A1                   | 165 161                 | A5 A1                   | 132 0                             | 84 31 96 33                       |
| EUC-KR / UHC         | 170 161                 | AA A1                   | 171 161                 | AB A1                   |                                   |                                   |
| Big5 (non-ETEN kana) | 198 165                 | C6 A5                   | 198 248                 | C6 F8                   |                                   |                                   |
| Big5 (ETEN / HKSCS)  | 198 231                 | C6 E7                   | 199 123                 | C7 7B                   |                                   |                                   |